# قره لو
قره لو وهي قرية تقع في ناحية ليلان (قرة حسن) في محافظة كركوك شمال العراق.